# Macapta grisea
Macapta grisea är en fjärilsart som beskrevs av Köhler 1968. Macapta grisea ingår i släktet Macapta och familjen nattflyn. Inga underarter finns listade i Catalogue of Life.